# Кольський півострів
Ко́льський піво́стрів (рос. Ко́льский полуо́стров, з мови саамі рибна багата область) — півострів в Росії, розташований між Баренцовим (на півночі) та Білим (на півдні) морями. Західна межа Кольського півострова тягнеться від Кольської затоки долиною річки Кола, озером Імандри, долиною річки Ніва до Кандалакської затоки. Площа — близько 100 тис. км². У західній частині знаходиться гірський масив Хібіни (висота до 1191 м). Є поклади апатитів, нефелінів, залізних і нікелевих руд; головне місто і порт — Мурманськ.

## Геологія

### Сейсмічність
За характером сейсмічності територія півострова відноситься до пасивних континентальних окраїн. Головну тектонічну роль відіграє Балтійський кристалічний щит, що має блокову будову і який охоплює велику площу Скандинавського і Кольського півостровів, Фінляндію і Карелію. Він протистоїть руху літосферних плит на північ у результаті субдукції Африканської плити під Європейську. По краях щита численні розломи, з якими пов'язані мілкофокусні землетруси. Епіцентри яких утворюють сейсмічний пояс уздовж північних берегів Скандинавського півострова. Землетруси пов'язані з розломами, що розсікають каледонські складчасті структури. Окремо виділяється сейсмічна розломна зона вздовж північного берега Балтійського моря і Ботнічної затоки, з продовженням до Кандалакської губи Кольського півострова. Окремий сейсмічний район на заході Кольського півострова.
Значні землетруси Кольського півострова:
- Варангер, 4 січня 1926 року, магнітуда 4,3, інтенсивність 6 балів, глибина вогнища 20 км.
- Мурманськ, 24 жовтня 1968 року, магнітуда 4,2, інтенсивність 4 балів, глибина вогнища 20 км.
- Мурманськ, 18 лютого 1772 року, магнітуда 5, інтенсивність 6 балів, глибина вогнища 20 км.
- Мурманськ, 21 лютого 1873 року, магнітуда 5, інтенсивність 6 балів, глибина вогнища 20 км.
- Баренцове море, 6 лютого 1917 року, магнітуда 4,5, інтенсивність 5 балів, глибина вогнища 20 км.
- Кандалакша, 18 серпня 1926 року, магнітуда 4,8, інтенсивність 6 балів, глибина вогнища 20 км.
- Кандалакша, 2 лютого 1960 року, магнітуда 4,8, інтенсивність 6 балів, глибина вогнища 18 км.
- Кандалакша, 20 травня 1967 року, магнітуда 3,9, інтенсивність 6 балів, глибина вогнища 17 км.

## Географія

### Положення і загальна характеристика
Півострів лежить на далекому північному заході Росії, майже повністю всередині Північного полярного кола. Омивається водами Баренцового моря на півночі та Білого моря на сході та південному сході. З геологічної точки зору півострів розташований на північно-східному краю Балтійського щита. Західна межа півострова простягається вздовж меридіана від Кольської затоки через долини річки Кола, озера Імандра і річки Ніва до Кандалакської затоки, хоча деякі джерела продовжують її далі на захід до кордону Росії з Фінляндією. Згідно зі строгим визначенням площа півострова становить близько 100 тисяч км². Північне узбережжя півострова стрімке і високе, тоді як південне — пологе. Західну частину покривають два гірських масиви: Хібіни і Ловозерська тундра. Перший із них містить найвищу вершину півострова, гору Юдичвумчорр заввишки 1200 м. Вододіл Ківи лежить у центральній частині.
Адміністративно територія півострова вміщує Ловозерський і Терський райони, частини Кандалакського і Кольського районів, а також території, які перебувають під управлінням міст і містечок Мурманськ, Островний, Сєвероморськ, Кіровськ, Апатити, Оленєгорськ і Полярні Зорі.

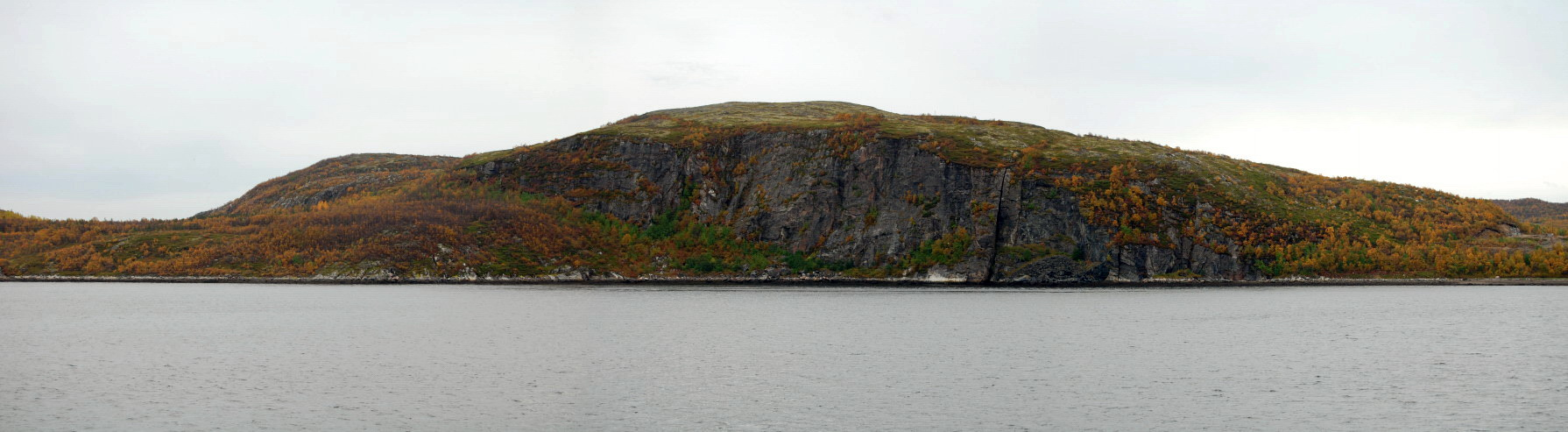
Краєвид Кольського півострова поблизу Мурманська

### Природні ресурси
Оскільки останній льодовиковий період прибрав верхній відкладовий шар ґрунту, то на поверхні опинилися надзвичайно багаті поклади руд і мінералів, включаючи апатити, нефеліни; мідні, нікелеві і залізні руди; слюду; кіаніти; керамічні матеріали, а також рідкісноземельні елементи руди кольорових металів. Також багато покладів будівельних матеріалів, таких як: граніт, кварцит і вапняк. Покладів діатоміту багато біля озер. Їх використовують для виробництва будівельної ізоляції.

## Історія дослідження

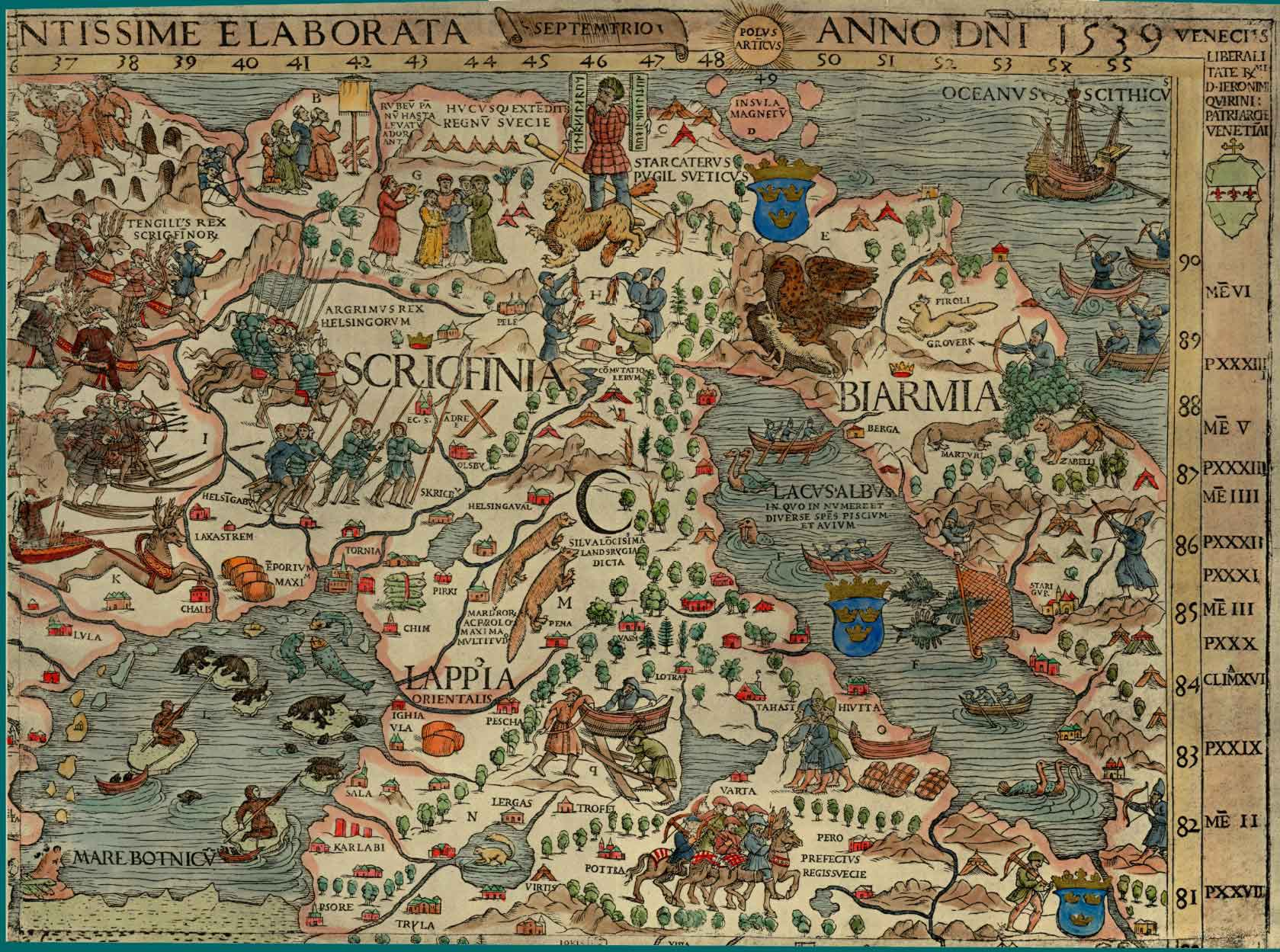
На мапі XVI століття
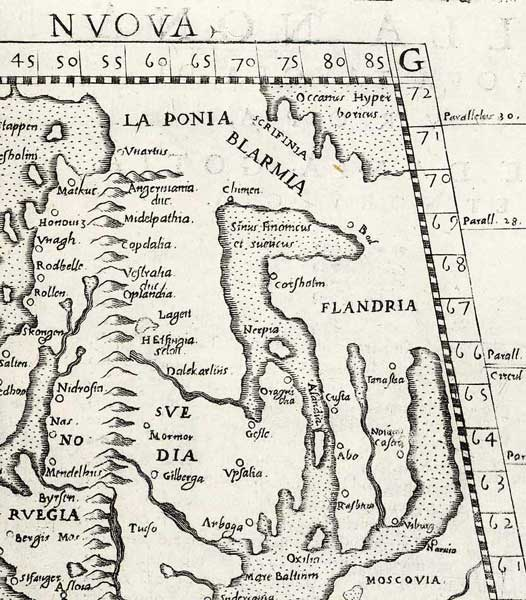
На мапі Птолемея XVI століття
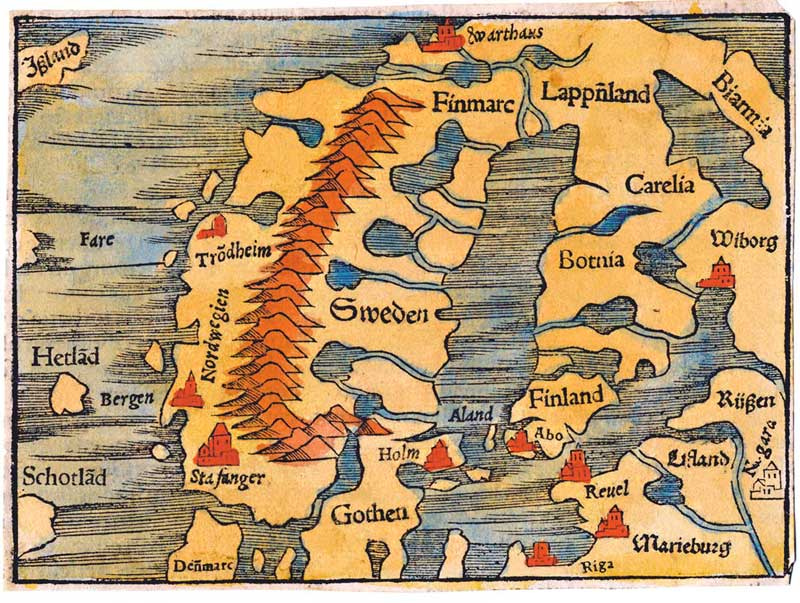
На мапі Скандинавії XVI століття
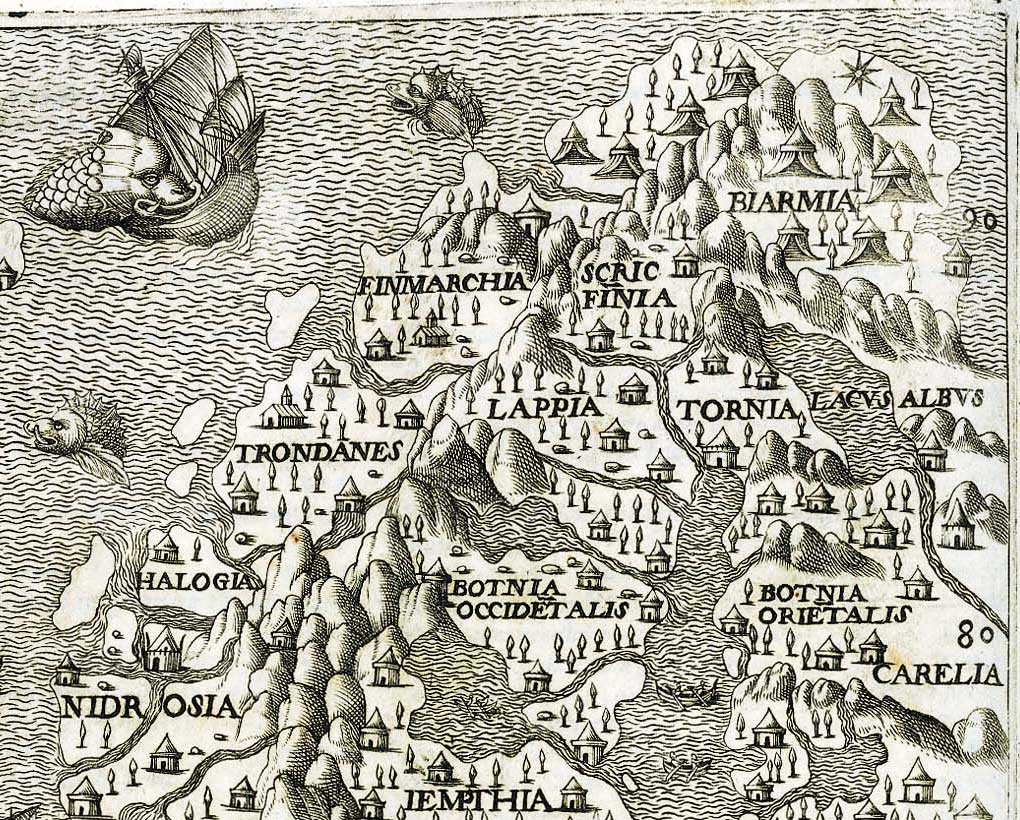
Північна Скандинавія на мапі XVI століття

## Цікаві місця
Острів Колдун (Чарівний) Росія, Кольський півострів, Ловозеро. Острів у формі рівного півмісяця, берег якого покритий кришталево чистим білим піском, здавалося б абсолютно неймовірним в місцевому кліматі.

### Українською
- Атлас світу / голов. ред. І. С. Руденко ; зав. ред. В. В. Радченко ; відп. ред. О. В. Вакуленко. — К. : ДНВП «Картографія», 2005. — 336 с. — ISBN 9666315467.
- Атлас. 7 клас. Географія материків і океанів / Укладачі О. Я. Скуратович, Н. І. Чанцева. — К. : ДНВП «Картографія», 2014.

### Англійською
- Porkka M. T., Vesanen E. E. Earthquake in Ranua and Pudasjarvi 1956 // Geophysica General Geophysics. — 1958. — Vol. 5, no. 4. — P. 226—229.

### Російською
- (рос.) Ананьин И. В. Землетрясения Балтийского щита и особенности их проявления // Сильные землетрясения и сейсмические воздействия. — М., 1987. — С. 96—105.
- Николаев Н. И. О связи сейсмичности Балтийского щита и норвежских каледонид с неотектоникой // Вестник МГУ. — М., 1966. — С. 20—36.
- Соловьев С. Л. О связи землетрясений Скандинавии с отрицательными формами рельефа // Известия АН СССР. Серия География. — М., 1963. — № 6.